# قائمة رواد الفضاء العرب
شهد العالم العربي مشاركة متميزة في استكشاف الفضاء، حيث بلغ عدد رواد الفضاء العرب حتى الآن ستة، بدءًا من الأمير سلطان بن سلمان في عام 1985 كأول رائد فضاء عربي، وصولاً إلى ريانة برناوي وعلي القرني في مايو 2023. هذه المشاركات تعكس جهود الدول العربية في تطوير برامج الفضاء والانضمام إلى بعثات دولية. يعود الاهتمام العربي بالطيران واستكشاف الفضاء إلى تاريخ طويل، حيث تُعد محاولة العالم المسلم عباس بن فرناس للطيران في القرن التاسع الميلادي إحدى أقدم المحاولات في هذا المجال، مما يعكس الطموح التاريخي للعرب والمسلمين لاستكشاف آفاق جديدة.

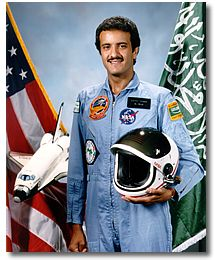
الأمير سلطان بن سلمان بن عبد العزيز آل سعود.

## قائمة رواد الفضاء العرب
| م | نبذه عن الرائد                             | نبذه عن الرائد | الدولة   | اسم الرحلة      | التاريخ        | شعار المهمة | مدة المهمة                             | تعليق |
| - | ------------------------------------------ | -------------- | -------- | --------------- | -------------- | ----------- | -------------------------------------- | --- |
| 1 | الأمير سلطان بن سلمان بن عبدالعزيز آل سعود |                | السعودية | إس تي إس-51-جي  | 17 يونيو 1985  |             | 7 ايام وساعة واحدة وثمان وثلاثون دقيقة | - أول سعودي - أول عربي - أول مسلم يصعد إلى الفضاء.                                                                                 |

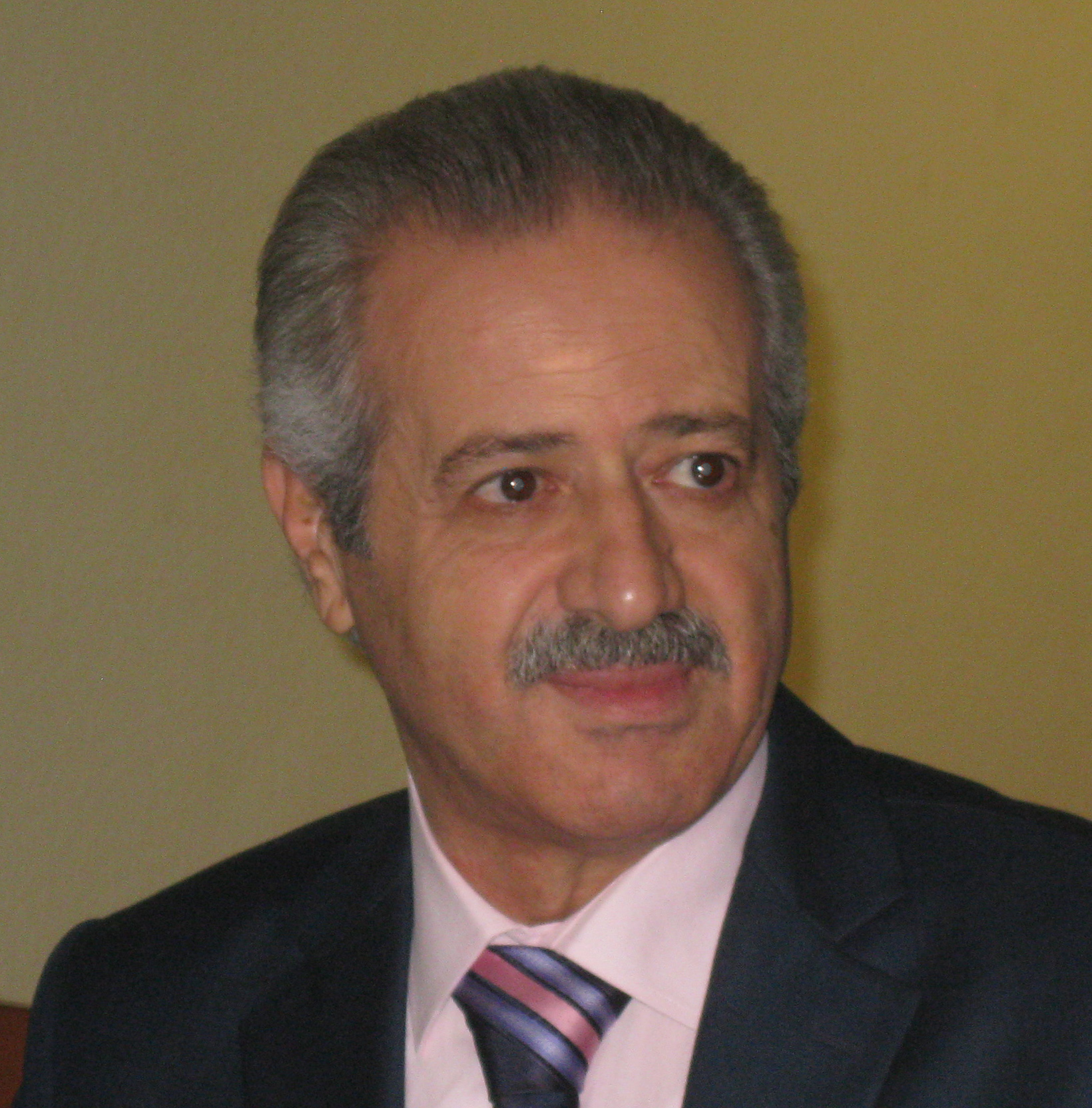
محمد فارس

| 2 | محمد فارس                                  |                | سوريا    | مير اي بي-1     | 22 يوليو 1987  |             | 7 أيام و 23 ساعة تقريبًا                | - أول سوري - ثاني عربي يصعد إلى الفضاء                                                                                             |
| 3 | هزاع المنصوري                              |                | الإمارات | سويوز أم أس-15  | 25 سبتمبر 2019 |             | 8 أيام                                 | - أول إماراتي يصعد إلى الفضاء - أول رائد فضاء عربي يذهب إلى محطة الفضاء الدولية                                                    |
| 4 | سلطان سيف النيادي                          |                | الإمارات | كرو 6 (Crew 6)  | 2 مارس 2023    |             | 6 أشهر                                 | - ثاني إماراتي يصعد إلى الفضاء - صاحب أطول مهمة فضائية في تاريخ العرب - أول عربي يشارك في مهمة نشاط خارج المركبة (السير في الفضاء) |
| 5 | علي القرني                                 |                | السعودية | Axiom Mission 2 | 21 مايو 2023   |             | 10 أيام                                | - ثاني رائد فضاء سعودي - اول رائد فضاء سعودي يصعد الى محطة الفضاء الدولية                                                          |
| 6 | ريانة برناوي                               |                | السعودية | Axiom Mission 2 | 21 مايو 2023   |             | 10 أيام                                | - أول رائدة فضاء سعودية - أول رائدة فضاء عربية                                                                                     |

## رحلة الأمير سلطان بن سلمان بن عبدالعزيز آل سعود[1][2]
في عام 1985 قامت المنظمة العربية للاتصالات الفضائية بترشيح الأمير سلطان بن سلمان بن عبد العزيز. وهو طيار مدني أصلاً وله خبرة في قيادة بعض الطائرات (1,000 ساعة طيران) ويحمل رخصة طيران تجاري. ويبلغ من العمر وقتها 28 عامًا، وهو من مواليد مدينة الرياض، وحاصل على البكالوريوس في الآداب ـ في وسائل الإعلام من جامعة دنفر بولاية كولورادو الأمريكية
وقد خضع الأمير سلطان بن سلمان آل سعود قبل رحلته لمراحل تدريبية عالية المستوى منها: كيفية نشر القمر الصناعي العربي على بعد 320كم من سطح الأرض، وكذلك كيفية التصوير باستخدام آلة تصوير من طراز (هاسلبلاد - 500) لالتقاط صور التضاريس الجيولوجية لشبه الجزيرة العربية.
وفي يوم 29 رمضان 1405هـ الموافق 17 يونيو 1985م جاءت الوفود من جميع أنحاء المعمورة لتأخذ أماكنها المخصصة في المدرجات المطلة على المنصة الحاملة للمكوك الفضائي ديسكفري، وتم الإقلاع في موعدها المحدد، وفي هذه اللحظات أخذ العالم ـ ولا سيما العربي والإسلامي ـ يتابع تفاصيل انطلاقة أول رائد فضاء عربي مُسلم، لينتقل بالعرب من مرحلة مراقبة التقدم التقني الحديث في مجال الفضاء إلى المواكبة والمشاركة في هذا المجال، وفي اليوم الثالث انصرف رائد الفضاء العربي الأمير سلطان وزميله الفرنسي باتريك بودري إلى إجراء مجموعة من التجارب الخاصة بتجربتهم الطبية المشتركة لرصد سلوك أعضاء الجسم البشري في حالة انعدام الوزن.

## رحلة محمد فارس
محمد أحمد فارس هو رائد فضاء سوري من مواليد حلب في 26-5-1951. يعد محمد فارس أول رائد فضاء سوري صعد للفضاء ضمن برنامج الفضاء السوفييتي في مركبة الفضاء سويوز m3 للمحطة الفضائية مير في تاريخ 22 تموز عام 1987 مع اثنين من رواد الفضاء الروس ضمن برنامج للتعاون في مجال الفضاء بين سوريا والاتحاد السوفيتي.
شارك محمد فارس في الترتيب والاعداد للرحلة مع مجموعة من زملائه رواد الفضاء، منهم السوري منير حبيب. سبق التدريب عدة اختبارات في سوريا ومن بعدها في مدينة النجوم في روسيا، وكانت رحلة فضائية علمية مشتركة بين سوريا والاتحاد السوفيتي هي الرحلة الفضائية السورية السوفيتية التي أطلقت إلى الفضاء الخارجي بتاريخ 22-7-1987 بواسطة المركبة الفضائية SOYUZ - M3. أنجز رائد الفضاء السوري محمد فارس خلال الرحلة ثلاث عشرة تجربة علمية تمت في الفضاء على متن المركبة الفضائية، وعدة أبحاث في مجالات صناعية وجيولوجية وكيميائية وطبية وفي الرصد الفضائي والاستشعار عن بعد تم الإعداد لها في سوريا والتجارب هي:
- - تجربة حركة الدم في جسم الإنسان ومدى تأثرها بالأجواء المحيطة في الفضاء.
  - تجربة مراقبة القلب بواسطة جهاز خاص لرصد وقياس التغيرات.
  - تجربة مدى تأثير الفضاء على رواد الفضاء.
  - تجربة خلط معدن الجاليوم ومعدن الانتموان.
  - تجربة خلط معدن الالمنيوم ومعدن الحديد
  - تجربة الموصلات الإلكترونية التي تدخل في مجال الصناعات الإلكترونية.
  - تجربة دراسة الطبقات الجيولوجية للارض في سوريا من ارتفاع 300 كم.
  - تجربة دراسة الأحواض المائية في سوريا من الفضاء الخارجي.
  - تجربة دراسة أنواع التربة.
  - تجربة تركيب معادن صناعية للاستفادة منها صناعيآ.
  - تصوير سوريا من الفضاء الخارجي بواسطة كاميرات خاصة (كاميرا mfk - 6m، وكاميرا kate - 140)

## رحلةهزاع المنصوري
في 12 إبريل 2019، أعلن مركز محمد بن راشد للفضاء عن اختيار هزاع المنصوري ليكون رائد الفضاء الأساسي في مَهمة الانطلاق إلى محطة الفضاء، ليصبح أول إماراتي يذهب إلى الفضاء وأول رائد فضاء عربي يذهب إلى محطة الفضاء الدولية. وسيقضي المنصوري ثمانية أيام على متن محطة الفضاء الدولية ضمن بعثة فضاء روسية، وستحمله مركبة «سويوز إم إس 15» التي ستنطلق من محطة «بايكونور» الفضائية في كازاخستان بتاريخ 25 سبتمبر 2019، وسيعود على متن المركبة «سويوز إم إس 12» يوم 3 أكتوبر 2019. وكان من المقرر أن تنطلق الرحلة إلى محطة الفضاء الدولية في شهر إبريل 2019 ولكن تم تأجليها إلى 25 سبتمبر 2019 بسبب الحادث الذي تعرضت لها مركبة «سويوز إم إس» في 10 أكتوبر 2018.
إنطلق هزاع المنصوري في 25 سبتمبر 2019, برفقة جيسيكا مير (Jessica Meir) وأوليغ سكيربوتشكا (Oleg Skirpochka), على متن الرحلة Soyuz MS 15 إلى محطة الفضاء الدولية، ليكون أول أول رائد فضاء إماراتي وثالث رائد فضاء عربي، وأول رائد فضاء عربي يدخل محطة الفضاء الدولية، وسيجري 16 تجربة علمية «مشارك في رحلة الفضاء» مثل :
- 6 تجارب على متن محطة الفضاء الدولية لدراسة تفاعل المؤشرات الحيوية لجسم الإنسان في الفضاء مقارنة بالتجارب التي أجريت على سطح الأرض
- دراسة مؤشرات حالة العظام
- دراسة الاضطرابات في النشاط الحركي.
- التصور وإدراك الوقت عند رائد الفضاء
- دراسة ديناميات السوائل في الفضاء
- دراسة أثر العيش في الفضاء على البشر[5]

## رحلةسلطان النيادي
سلطان النيادي هو أحد أول رائدي فضاء إماراتيين ضمن برنامج الإمارات لرواد الفضاء، الذي أطلقه الشيخ محمد بن راشد آل مكتوم والشيخ محمد بن زايد آل نهيان في عام 2017. انطلق النيادي في 2 مارس 2023 ضمن طاقم مهمة "سبيس إكس كرو 6" على متن مركبة الفضاء "سبيس إكس دراجون إنديفور" في أطول مهمة فضائية في تاريخ العرب، استمرت لمدة 6 أشهر على متن محطة الفضاء الدولية و في 28 أبريل 2023، حقق النيادي إنجازًا تاريخيًا كأول عربي يشارك في مهمة سير في الفضاء , أنجز رائد الفضاء الإماراتي سلطان النيادي خلال الرحلة 200 تجربة علمية تمت في الفضاء على متن المركبة الفضائية ضمن مجال أبحاث بيولوجيا الفضاء المتقدمة مثل :
- تقييم تأثير بيئة الجاذبية الصغرى في الفضاء على التفاعل بين القلب ووضعية الجسم
- دراسة خلايا الفم والأسنان على الأرض في بيئة تحاكي الجاذبية الصغرى
- التجربة الفضائية حول آثار الأدوية السريرية على خلايا القلب
- تأثير الخلايا الجذعية للأسنان في الفضاء
- دراسة مسببات الأمراض في الفضاء
- تجربة إنتاج بلورات البروتينات الخاصة بالأجسام المضادة على جزيء البروتين “GIRK2”
- دراسة الآثار الجاذبية الصغرى على استجابة الخلايا البشرية للالتهابات
- دراسات حول كيفية احتراق مواد معينة في الجاذبية الصغرى
- بحاث رقائق الأنسجة حول وظائف القلب والدماغ والغضاريف
- تجربة إنتاج بلورات البروتينات الخاصة بالأجسام المضادة “PCG2”
- دراسة أنماط النوم لرواد الفضاء في بيئة الجاذبية الصغرى
- مدى تأثير بيئة الجاذبية الصغرى على وظائف القلب والأوعية الدموية والجهاز التنفسي[6][7]